# Формирование территории СССР
Формирование территории СССР — процесс изменения территории Советского Союза, происходивший в течение всего времени его существования. Он продолжил аналогичный более ранний процесс формирования территории Российской империи.
| Территория | Дата обретения        | Регион, карта    | Статус, источник территории, этапы её обретения | Современный статус территории                                                |
| --- | --------------------- | ---------------- | --- | ---------------------------------------------------------------------------- |
| Западная Украина | 1 ноября 1939 года    | Восточная Европа | Присоединение Западной Украины к СССР по договорённости между СССР и нацистской Германией. 16 августа 1945 года договором между СССР и Польской Республикой эти территории (с небольшими отступлениями в пользу Польши) были закреплены за СССР.                                                            | Западная Украина                                                             |
| |                       |                  | |                                                                              |
| Западная Белоруссия | 2 ноября 1939 года    | Восточная Европа | Присоединение Западной Белоруссии к СССР по договорённости между СССР и нацистской Германией. 16 августа 1945 года договором между СССР и Польской Республикой эти территории (с небольшими отступлениями в пользу Польши) были закреплены за СССР.                                                         | Западная Белоруссия                                                          |
| |                       |                  | |                                                                              |
| Часть южной Карелии с городами Выборг и Сортавала, часть полуостровов Рыбачий и Средний, территория Салла — Куусамо с городом Куолоярви | 12 марта 1940 года    | Северная Европа  | Территории перешли от Финляндии к СССР по Московскому мирному договору. | Карело-Финская ССР (до 1956), Карельская АССР (с 1956)                       |
| |                       |                  | |                                                                              |
| Бессарабия и Северная Буковина | 3 июня 1940 года      | Восточная Европа | Присоединение Бессарабии и Северной Буковины к СССР. Занятие советскими войсками территории, принадлежавшей Румынии. | Украина (Одесская и Черновицкая области), Молдавия, ПМР.                     |
| |                       |                  | |                                                                              |
| Печенга | 19 сентября 1944 года | Северная Европа  | Переход района Петсамо (рус.: Печенга) от Финляндии к СССР по итогу подписания Московского перемирия. | Россия                                                                       |
| |                       |                  | |                                                                              |
| Белостокская область (Белорусская ССР)                                                                                                  | 20 сентября 1944 года | Восточная Европа | Город Белосток и ещё 17 районов переданы Польше, где снова образовали Белостокское воеводство. Белостокская область была упразднена. Границы между Польшей и СССР были окончательно оформлены договором о государственной границе между Польшей и СССР от 16 августа 1945 года (ратифицирован в 1946 году). | В составе Польши                                                             |
| Львовская область западнее линии Керзона                                                                                                | октябрь 1944 года     | Восточная Европа | В соответствии с решениями Тегеранской конференции к Польше перешли следующие районы Львовской области: Горинецкий, Любачевский, Ляшковский, Сенявский, Угневский. | В составе Польши                                                             |
| |                       |                  | |                                                                              |
| Тувинская Народная Республика | 14 октября 1944 года  | Азия             | Указом Президиума Верховного Совета РСФСР от 14 октября 1944 года ТНР была принята в состав РСФСР как Тувинская автономная область. | Республика Тыва в составе России                                             |
| |                       |                  | |                                                                              |
| Закарпатье | 29 июня 1945 года     | Восточная Европа | По договору между СССР и Чехословацкой Республикой от 29 июня 1945 года Закарпатская Украина была включена в состав УССР. | Закарпатская область Украины                                                 |
| |                       |                  | |                                                                              |
| Южный Сахалин и Курильские острова | 2 февраля 1946 года   | Дальний Восток   | По итогам Второй мировой войны часть Сахалина к югу от 50-й параллели и Курильские острова стали территорией СССР. Их возвращение было одним из условий вступления СССР в войну с Японией. | Сахалинская область России                                                   |
| |                       |                  | |                                                                              |
| Кёнигсбергская область | 4 июля 1946 года      | Германия         | Часть исторической Восточной Пруссии, отошедшая к СССР по Потсдамскому соглашению. | Калининградская область России                                               |
| |                       |                  | |                                                                              |
| Остров Змеиный и часть земель в дельте Дуная                                                                                            | 23 мая 1948 года      | Румыния          | Дипломатическое соглашение, подписанное Николаем Шутовым (от СССР) и Эдуардом Мезинческу (от Румынии). | Одесская область Украины                                                     |
| |                       |                  | |                                                                              |
| Часть Львовской области | 15 февраля 1951 года  | Восточная Европа | Обмен с Польшей равными по площади территориями. | Львовская область Украины                                                    |
| |                       |                  | |                                                                              |
| Морские территории в Чукотском море, Беринговом проливе и Беринговом море                                                               | 15 июня 1990 года     | Тихий океан      | Соглашение между СССР и США о разграничении экономических зон, континентального шельфа и территориальных вод в Северном Ледовитом и Тихом океанах. | Территории, отошедшие к СССР, являются частью России. Границы не изменялись. |